# Панін Костянтин Юрійович
Костянтин Юрійович Панін (нар. 8 грудня Нікополь, Дніпропетровська область, Українська РСР) — український футболіст, півзахисник херсонського «Кристала».

### Кар'єра
Перший тренер — В. Терещенко. Почав виступати за аматорські команди: «Дніпро-2» та «Колос».
У 1994 році провів 4 матчі за команду «Ера» з Нікополя в аматорському чемпіонаті України. Також в 1994 році виступав за клуб «Динамо» (Вологда) під Другому дивізіоні Росії, де Панін провів 3 матчі. Потім грав за аматорську команду «Металург» (Череповець).
Потім грав у клубах з Одеси, спочатку за аматорський Лотто-GCM, після за клуб Другої ліги України — «СКА-Лотто». У 1998 році грав за «Чорноморець», клуб тоді виступав у Першій лізі. Панін зіграв у клубі 10 матчів, завжди виходячи на заміну. Потім грав за аматорський клуб «Україна-Союз».
У 1999 році потрапив до польської «Аміки» з Вронків. У команді дебютував 22 вересня 1999 року в матчі за Суперкубок Польщі проти краківської «Вісли» (1:0), в цьому матчі «Аміка» здобула перемогу, а Костянтин грав увесь матч. У команді провів близько півтора років і зіграв лише у 5 матчах чемпіонату Польщі.
Пізніше знову грав за команду «Україна-Союз». У 2002 році у складі аматорської команди «КЗЕЗО» у 18 матчах забив 10 м'ячів. У 2003 році грав за казахстанський «Кайрат». Після першого кола перейшов в інший казахстанський клуб «Есиль-Богатир». У якому провів 68 матчів і забив 5 м'ячів у чемпіонаті Казахстану. У 2006 році перейшов до «Житесу», клуб тоді виступав у Першій лізі Казахстану. Разом з командою вийшов до Прем'єр-Ліги Казахстану. У червні 2008 року зіграв у двох іграх Кубка Інтертото за «Жетису» проти угорського «Гонведа», за сумою двох матчів «Жетису» програв з рахунком (3:6).
У 2009 році грав за аматорський клуб «Мир» з Горностаївки. Влітку 2009 року перейшов в армянський «Титан», клуб виступав у Другій лізі. Разом з командою вийшов у Першу лігу України. У 2011 році перейшов до херсонського «Кристала».

## Статистика
| Сезон     | Клуб            | Ліга       | Чемпіонат | Чемпіонат | Кубок | Кубок | Загалом | Загалом |
| Сезон     | Клуб            | Ліга       | Матчі     | Голи      | Матчі | Голи  | Матчі   | Голи    |
| --------- | --------------- | ---------- | --------- | --------- | ----- | ----- | ------- | ------- |
| 1997—1998 | «СКА-Лотто» О   | Друга ліга | 24        | 4         | 1     | —     | 25      | 4       |
| 1998—1999 | «Чорноморець» О | Перша ліга | 10        | —         | —     | —     | 10      | —       |
| 2009—2010 | «Титан» А       | Друга ліга | 14        | 7         | —     | —     | 14      | 7       |
| 2011—2012 | «Кристал»       | Друга ліга | 14        | 5         | 1     | —     | 15      | 5       |
| Всього:   | Всього:         | Перша ліга | 10        | —         | —     | —     | 10      | —       |
| Всього:   | Всього:         | Друга ліга | 52        | 16        | 2     | —     | 54      | 16      |

## Досягнення
- Володар Суперкубка Польщі (1): 1999
- Чемпіон першої ліги Казахстану (1): 2006
- Чемпіон другої ліги України (1):  2009/2010